# Произшествие в Розуел
Произшествието в Розуел (на английски: Roswell incident – Розуелски инцидент) е крушение на летящ обект край гр. Розуел, щ. Ню Мексико, САЩ през юли 1947 г.
Макар да е официално обяснено, градска легенда го представя като загадъчен неидентифициран летящ обект, а събитието остава неразкрито за любители на конспиративни теории.
На ранчо недалеч от с. Корона (Corona) в Ню Мексико офицери от авиобаза Розуел на ВВС на САЩ откриват метални и гумени отломки през юли 1947 г.. На 8 юли с.г. авиобазата публикува прес-съобщение, в което се казва, че са открили летяща чиния. ВВС бързо се отказват от заявлението и вместо него заявяват, че разбилият се обект е обикновен метеорологичен балон.
Разпространяват се обаче снимки с непотвърдена автентичност, от които мнозина са убедени в съществуването на извънземни същества. Има множество романи, свързани със случая, сред които е „Денят след Розуел“. Други смятат, че това са нацистки военни технологии, чиято цел е шпионаж над американците. Трети вярват, че това са постановки на американското правителство с цел манипулиране и внушаване на страх у хората.
През 1994 г. ВВС публикуват доклад, в който разбилият се обект е идентифициран като аеростат от проекта „Могул“ за наблюдение на ядрени изпитания.